# Програма (фільм, 2015)
«Програма» (англ. The Program) — біографічний драматичний фільм 2015 року про Ленса Армстронга режисера Стівена Фрірза з Беном Фостером у ролі Армстронга та Крісом О'Даудом у ролі журналіста Девіда Волша.
Фільм заснований на книзі Волша «Сім смертних гріхів» 2012 року. Прем'єра фільму відбулася на Міжнародному кінофестивалі в Торонто 14 вересня 2015 року.

## У ролях
| Актор          | Роль              |
| -------------- | ----------------- |
| Бен Фостер     | Ленс Армстронг    |
| Кріс О'Дауд    | Девід Волш        |
| Гійом Кане     | Мішель Феррарі    |
| Джессі Племенс | Флойд Лендіс      |
| Лі Пейс        | Білл Стейплтон    |
| Дені Меноше    | Йоган Брюнель     |
| Дастін Гоффман | Боб Хамман        |
| Лора Доннеллі  | Емма О'Рейлі      |
| Едвард Хогг    | Френкі Андрю      |
| Елейн Кессіді  | Бетсі Андрю       |
| Люсьєн Гіньяр  | Альберто Контадор |
| Джош О'Коннор  | Річ               |
| Браян Грінберг | приятель Флойда   |
| Опра Вінфрі    | у ролі самої себе |

## Виробництво

### Розробка
У режисера Стівена Фрірза виникла ідея зняти фільм про Ленса Армстронга, прочитавши рецензію на книгу Тайлера Гамільтона «Таємна гонка». Не маючи змоги отримати права на книгу Гамільтона, він вирішив екранізувати «Сім смертних гріхів» Волша. Згодом Фрірз звернувся до сценариста Джона Ходжа, щоб той написав сценарій.

### Кастинг
Лі Пейс приєднався до акторського складу в листопаді 2013 року. Дастін Хоффман приєднався до акторського складу в грудні 2013 року.
Щоб краще зрозуміти свою роль, Фостер під час зйомок фільму приймав препарати, що підвищують продуктивність.

### Зйомки
Основні зйомки почалися в жовтні 2013 року.

## Зовнішні посилання
- The Program на сайті IMDb (англ.)
- The Program на сайті Rotten Tomatoes (англ.)